# Коршуниха (Вологодская область)
Коршуниха — деревня в Бабушкинском районе Вологодской области.
Входит в состав Подболотное сельское поселение, с точки зрения административно-территориального деления — в Подболотный сельсовет.
Расстояние по автодороге до районного центра села имени Бабушкина составляет 110 км, до центра муниципального образования Кокшарки — 1 км. Ближайшие населённые пункты — Дудкино, Ляменьга, Кокшарка, Скоково, Бучиха, Подболотье, Суздалиха, Безгачиха, Сосновка.
Население по данным переписи 2002 года — 24 человека (12 мужчин, 12 женщин). Всё население — русские.